# Araucopogon cyanogaster
Araucopogon cyanogaster là một loài ruồi trong họ Asilidae. Araucopogon cyanogaster được Loew miêu tả năm 1851.